# All About Jazz
All About Jazz es un sitio web creado por Michael Ricci en 1995. Un conjunto de voluntarios publica noticias, reseñas de álbumes, artículos, videos, programas de conciertos y otros eventos relacionados con el jazz en Estados Unidos y alrededor del mundo. Ricci también mantiene una página relacionada con este estilo, llamada Jazz Near You, sobre conciertos y eventos locales. 
La Asociación de Periodistas de Jazz (Jazz Journalists Association) votó a All About Jazz como el mejor sitio que cubre el jazz por trece años consecutivos, desde 2003 hasta 2015, cuando la categoría fue eliminada. En dicho año, Ricci afirmó que el sitio recibió un pico de 1,3 millones de lectores por mes en 2007.  Según otra fuente, el sitio tiene cerca de 500 000 visitantes en todo el mundo.
Ricci nació en Philadelphia. Escuchaba  música clásica y jazz por la colección musical de su padre. Tocaba la trompeta y fue a su primer concierto de jazz cuando tenía ocho años. Con una formación relacionada con la programación, combinó su interés en el jazz y en Internet con la creación de esta página web en 1995.

## Premios y reconocimientos
- En 2016 Ricci recibió el premio de Jazz Brigde al Embajador por sus contribuciones al jazz de Philadelphia.